# Alberto Oliveira Pinto
Alberto Manuel Duarte de Oliveira Pinto (Luanda, 8 de janeiro de 1962) é um escritor e historiador luso-angolano. 

## Biografia
Reputado historiador, escritor e comunicador, apresenta e dirige presentemente as séries de Youtube Lembra-te, Angola e Fragmentos da História de Angola, no canal Alberto Oliveira Pinto, dialogando abertamente com o público sobre as mais diversas temáticas da História de Angola. 
Licenciou-se em Direito em Lisboa, pela Universidade Católica Portuguesa, em 1986. Depois de uma curta passagem pela advocacia, trabalhou em várias escolas de Lisboa, entre os anos de 1992 e 1998, como animador cultural de Literatura, no âmbito do "Programa de Sensibilização à Criatividade e à Leitura" do Departamento de Educação e Juventude da Câmara Municipal de Lisboa. Passou também por experiências de guionismo de televisão, nomeadamente no programa da RTP, Rua Sésamo, e foi professor em cursos livres de criatividade literária.
Tem colaboração dispersa em diversas revistas e jornais angolanos e portugueses e está representado em várias antologias. É doutorado em História de África na Faculdade de Letras da Universidade de Lisboa. Leccionou em diversas universidades portuguesas e é investigador do Centro de Estudos Sobre África, Ásia e América Latina (CESA), ISEG, e do Centro de História da Faculdade de Letras da Universidade de Lisboa. É membro da Associação Portuguesa de Escritores e da União dos Escritores Angolanos. É um dos fundadores e dinamizadores do Centro de Estudos Multiculturais, onde, para além de leccionar, tem orientado pesquisas sobre a temática africana.
Foi distinguido com diversos prémios literários, de que se destacam o "Prémio Revelação" atribuído pela Associação Portuguesa de Escritores em 1990, pelo romance O Senhor de Mompenedo. Foi também distinguido com o "Prémio Sagrada Esperança", o mais importante prémio literário angolano, pelo romance Mazanga em 1998 e pelo livro de ensaios Imaginários da História Cultural de Angola em 2017. 
É Doutor (2010) e Mestre (2004) em História de África pela Faculdade de Letras da Universidade de Lisboa (FLUL), onde colaborou como docente no Departamento de História. Leccionou igualmente noutras universidades portuguesas e também em universidades estrangeiras na qualidade do professor convidado. Presentemente, é investigador do CESA-Centro de Estudos sobre África, Ásia e América Latina, do Instituto Superior de Economia e Gestão (ISEG) e do Centro de História da Universidade de Lisboa (CH-UL). É coordenador do Curso Livre História de Angola (UCCLA/Mercado de Letras Editores) desde 2018, de onde decorre a série de Youtube "Fragmentos da História de Angola", realizada com Anabela Carvalho.  
A sua bem sucedida História de Angola. Da Pré-História ao Início do Século XXI (Lisboa, Mercado de Letras Editores, 3ª Ed.,2019; 2ª Ed., 2017 e 1ª Ed., 2016) constitui a primeira experiência no género em 40 anos de Independência de Angola. 
Em 2021 criou com o filho, João Alberto Freire de Oliveira Pinto, o programa de sucesso "Lembra-te, Angola", no Youtube, onde se abordam as mais variadas temáticas da História da Angola. 

## Obras
Romances
- 1990 - Eu à Sombra da Figueira da Índia
- 1991 - Concerto na Nespereira
- 1991 - O Saco dos Livros
- 1992 - O Senhor de Mompenedo (Prémio Revelação APE, 1990)
- 1994 - O Onagro de Sintra
- 1995 - A Sorte e a Desdita de José Policarpo
- 1998 - Mazanga (Prémio Literário Sagrada Esperança, 1998)
- 2001 - Travessa do Rosário

Livros juvenis
- 1991 - A Família dos Paladinos
- 1991 - A Canção de Rolando
- 1996 - As Filhas do Olho de Vidro

Ensaios
- 2003 - A Oralidade no Romance Histórico Angolano Moderno
- 2006 - Cabinda e as Construções da Sua História
- 2012 - Angola e as Retóricas Coloniais
- 2013 - Representações Literárias de Angola, dos Angolanos e Suas Culturas
- 2016 - História de Angola
- 2017 - Imaginários da História Cultural de Angola (Prémio Sagrada Esperança, 2016)
- 2018 - A Criança Branca de Fanon. Ensaio Ego-Histórico sobre o facto colonial angolano